# Clematis tangutica
Clematis tangutica ((Maxim.) Korsh., 1903), comunemente nota come clematide tangutica, è una pianta appartenente alla famiglia delle Ranunculaceae, diffusa in Asia centrale ed Estremo Oriente.

## Descrizione
È una pianta rampicante legnosa, che cresce fino a 3-4,5 metri di altezza e che in terreni poveri può formare anche arbusti nani. Le foglie sono pennate e picciolate con una forma che va da diamante-ovale a strettamente ovale, da solida a trilobata e dentellata al margine. I fiori misurano circa 2–6 cm di diametro, sono gialli e generalmente unici, raramente fino a 3 nei terreni poveri. I petali sono il più delle volte 4, gialli, glabri, di feltro bianco sul bordo, strettamente ovali, da lanceolati a oblunghi, molto spesso di 15–40 mm di lunghezza e circa 6–14 mm di larghezza. In realtà, però, si tratta di foglie di calice petalizzate (imitando la corona), dove mancano le foglie della corolla. Fiorisce da giugno a settembre. Ci sono molti stami e il gineceo è apocarpico e con molti pistilli. Il frutto è lungo circa 4,5 mm, e nella parte superiore ha un lungo pendente ricurvo, anche peloso. I gambi sono disposti in modo aggregato.

## Distribuzione e habitat
La clematide tangutica è naturalmente diffusa in Cina con una sovrapposizione nel Kazakistan. Nella Repubblica Ceca è spesso una pianta ornamentale coltivata. In passato, erroneamente indicata con il nome C. orientalis che è simile al tipo che non cresce nella Repubblica Ceca. Tuttavia, la clematide orientale di solito ha fiori in infiorescenze di 3-15 e non unici, più piccoli e petali più pubescenti anche in superficie, soprattutto all'esterno.

## Tassonomia
Oltre che la specie in sé, di C. tangutica sono attualmente accettate una sottospecie ed una varietà:
- Clematis tangutica subsp. mongolica (Grey-Wilson, 1989)[5]
- Clematis tangutica var. pubescens (M.C.Chang & P.P.Ling, 1980)[6]